# Donkerstaartcanastero
De donkerstaartcanastero (Pseudasthenes humicola; synoniem: Asthenes humicola) is een zangvogel uit de familie Furnariidae (ovenvogels).

## Verspreiding en leefgebied
Deze soort is endemisch in noordelijk en centraal Chili en telt drie ondersoorten:
- P. h. goodalli: noordelijk Chili.
- P. h. humicola: het noordelijke deel van Centraal-Chili, Argentinië is onzeker.
- P. h. polysticta: zuidelijk Chili.

## Status
De grootte van de populatie is niet gekwantificeerd maar de soort wordt omschreven als vrij algemeen. Op de Rode lijst van de IUCN heeft deze soort de status niet bedreigd.